# Yazoo County
Yazoo County er et county i den amerikanske delstat Mississippi. 
32°47′N 90°24′V / 32.78°N 90.4°V